# Too Far Gone?
«Too Far Gone?» (укр. Зайшов занадто далеко?) — пісня американського рок-гурту Metallica, п'ятий сингл з альбому 72 Seasons (2023).
Пісня «Too Far Gone?» увійшла до студійного альбому Metallica 72 Seasons, який вийшов 14 квітня 2023 року. Хоча вона не стала одним з синглів, що гурт опублікував до виходу альбому — «Lux Æterna», «Screaming Suicide», «If Darkness Had a Son», «72 Seasons» — на неї, як і на інші пісні з платівки, було знято анімаційний кліп. Виробником відео стала студія Team Rolfes, що спеціалізується на створенні медіаконтенту з використанням віртуальної та змішаної реальності.
Вже після виходу платівки та початку концертного турне M72, 15 вересня 2023 року Metallica видала цифровий сингл «Too Far Gone?», що містив як студійну версію пісні, так і її живе виконання, записане під час концерту на стадіоні в Іст-Ратерфорді, Нью-Джерсі, 9 серпня 2023 року. Разом з цим вийшла друга версія відеокліпу на пісню, створена режисером Коаном «Бадді» Ніколсом. Автор декількох документальних фільмів про скейтерів поєднав кадри виступу Metallica із трюками на дошці Феліпе Нунєса, бразильського скейтера без ніг.